# Codolo

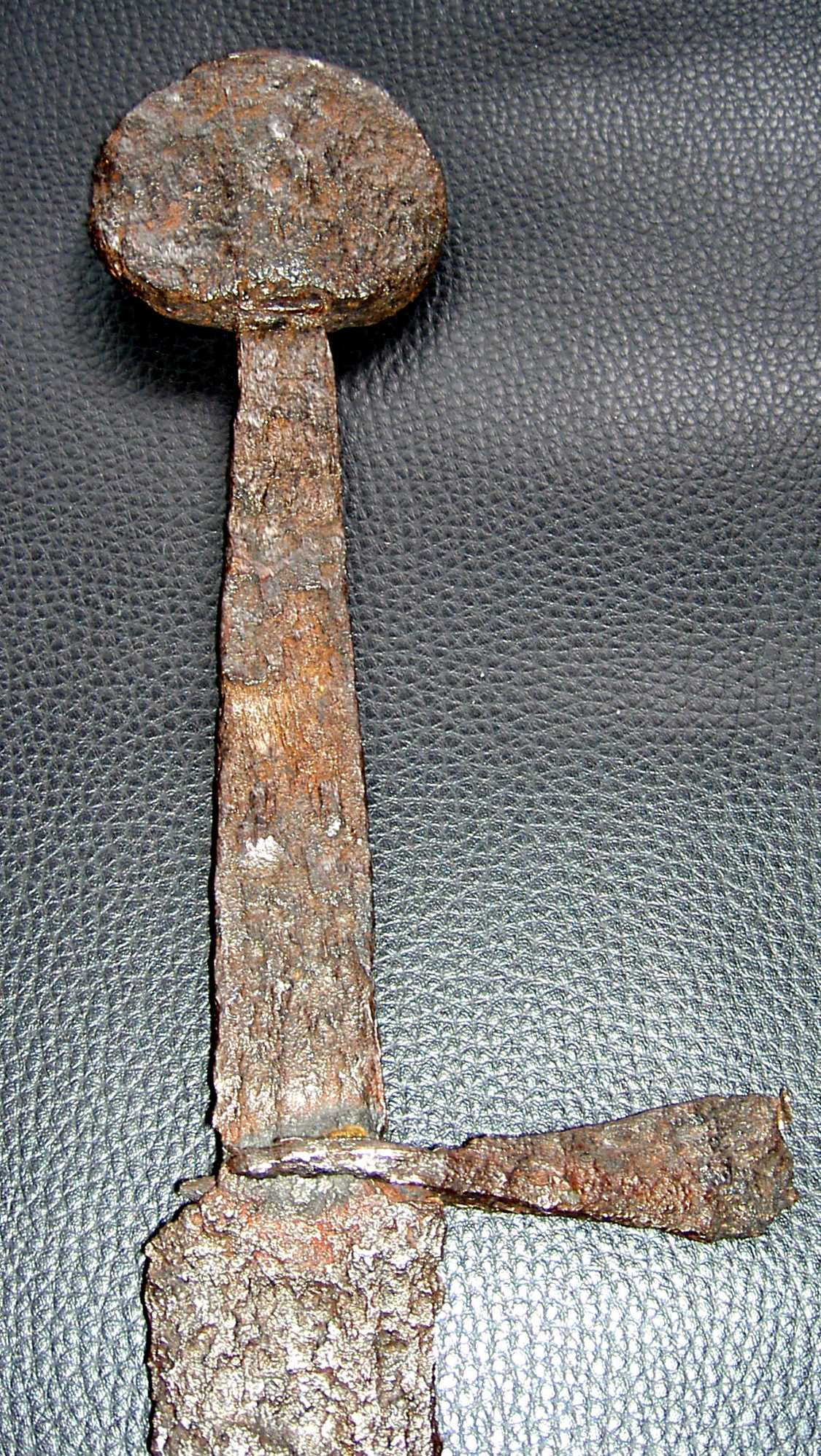
Spada a due mani del Tardo Medioevo: sono ben visibili il pomolo, il codolo, parte dell'elsa a crociera ed il "forte" della lama.

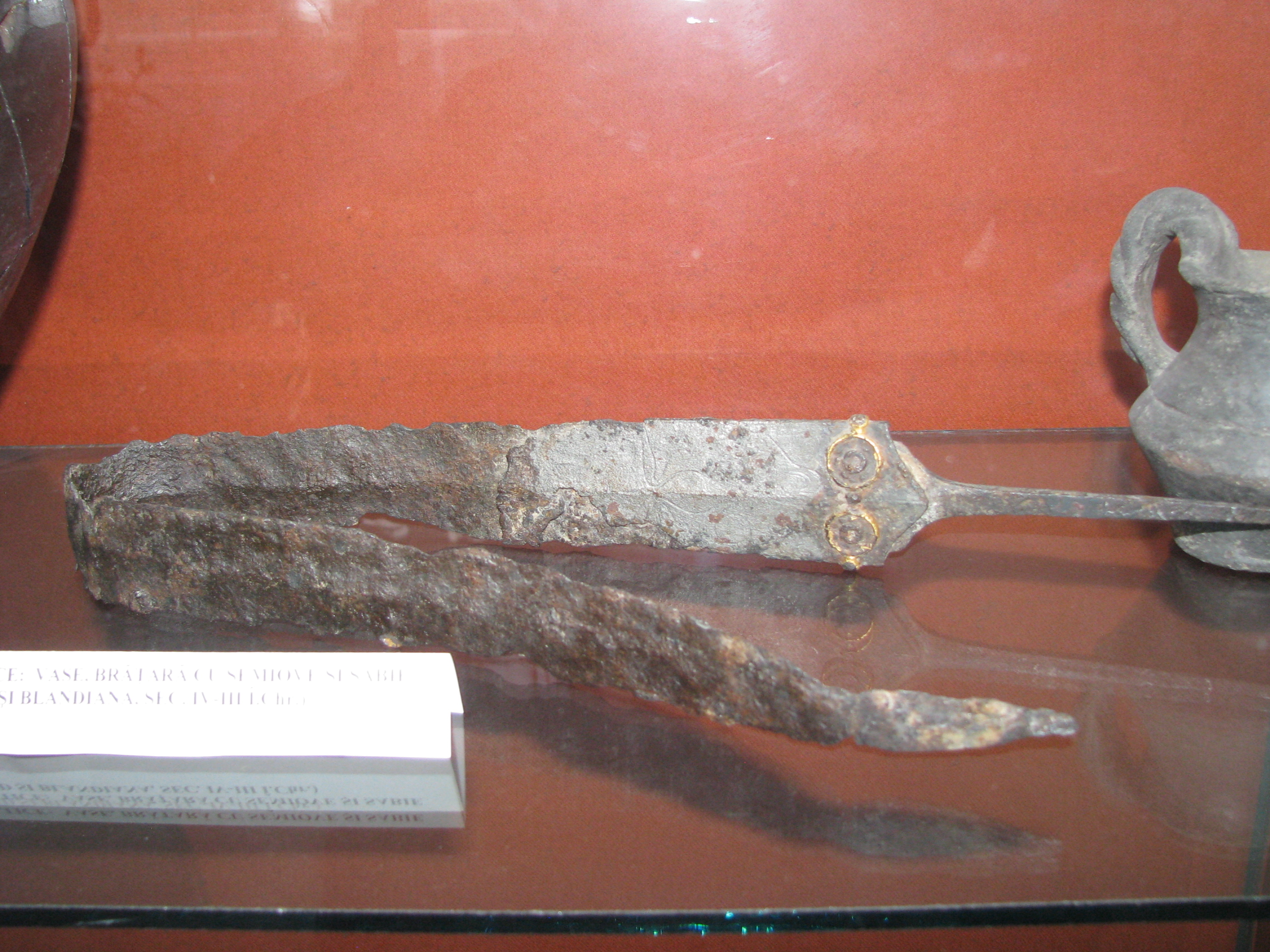
Spada celtica ripiegata per scopi rituali: è ben visibile la lunga "spina" del codolo.

Il codolo ("códolo" da "códa") è la parte piatta terminale della lama di un'arma bianca manesca del tipo spada o coltello, atta ad assicurarne l'ammanicamento nell'impugnatura, chiusa terminalmente dal pomolo o ribattuta contro l'impugnatura medesima.

## Storia
Il codolo fu un'invenzione dell'Età del Ferro.
 Nei coltelli dell'Età della Pietra, la lama e l'impugnatura erano un tutt'uno, ricavati dal medesimo blocco di pietra (es. selce) e distinti solo, forse, dalla presenza di una copertura della "manica" che ne rendesse più agevole la presa: una striscia di cuoio o tessuto avvolgente come una fascia la superficie ignea. La nascita della daga e, fondamentalmente, della spada durante l'Età del Rame segnò il primo passo verso una detta differenziazione tra la lama e quella protuberanza finale che doveva garantirne l'ammanicamento. La realizzazione, a parte rispetto alla lama, di una vera e propria impugnatura che con essa doveva poi dialogare in pianta stabile costrinse l'armaiolo a predisporre in modo adeguato quella parte non affilata della lama destinata ad essere chiusa dall'impugnatura. Le spade dell'Età del Bronzo avevano lama terminante in una piastra o "lingua" di metallo traforato destinata a combaciare con la manica, a sua volta realizzata in metallo traforato, onde poi esservi assicurata dall'applicazione di chiodi o rivettini.
Primordiali esempi di codoli "a spina" sono rintracciabili ad esempio nei pugnali cosiddetti "a stami" tipici dell'area centro-Italiana, databili a partire dall'ultimo VIII° secolo a.C. Dalla lama di queste armi, più precisamente dal "forte" della lama, dipartiva non più una piastrina traforata bensì un vero e proprio artiglio (in lingua inglese il codolo è ancora oggi indicato con il vocabolo tang, i.e. "artiglio") destinato ad essere chiuso tra le componenti lignee o metalliche della manica. Questa lunga e sottile cuspide di ferro veniva poi assicurata all'impugnatura ribattendola contro di essa.
Il codolo a "spina", costituentesi quale anima dell'impugnatura, chiuso terminalmente dal pomolo continuò ad essere usato per secoli, arrivando inalterato al Medioevo.
Nelle armi da scherma sportiva, il codolo è l'estremità della lama che, tramite una filettatura e un dado, fissa le componenti della spada (impugnatura, coccia, presa di coccia e cuscinetto protettivo) alla lama.

## Etimologia
Il vocabolo "códolo" (derivato di "códa", a cui assomiglia) si trova lemmatizzato per la prima volta nel 1797 nel dizionario di Francesco D'Alberti in due accezioni per indicare il prolungamento della forchetta o del cucchiaio che ne costituisce il manico, oppure l'estremità del coltello che s'inserisce nel manico:
(D'Alberti, II, p. 65)
La lingua metallica della lama di un'arma bianca incastonata nell'impugnatura veniva invece indicata come "spiga" per la spada.
(Rosaroll-Scorza, Giuseppe (1814) [e] Grisetti, Pietro, La scienza della scherma esposta dai due amici il barone Rosaroll Scorza commendatore dell'ordine reale delle Due Sicilie, maresciallo di campo ecc. e Pietro Grisetti capo di battaglione del I.mo reggimento dell'artiglieria, Napoli, nella Stamperia Reale, p. 10.)
In lingua francese, il codolo è indicato con il vocabolo soie, "seta".

## Tipologie
- Push Tang:
- Encapsulated Tang:
- Hidden Tang:
- Stick and Rat-Tail Tangs:
- Tapered Tang:
- Skeletonized Tang:
- Extended Tang: